# Inferno (album Lacrimosy)
Inferno – czwarty album szwajcarskiego duetu Lacrimosa. Został wydany w 1995 roku przez wytwórnię Hall of Sermon. To właśnie na „Inferno” po raz pierwszy można usłyszeć Anne Nurmi, która dołączyła do Tilo Wolffa w czasie trasy koncertowej promującej album Satura.

## Lista utworów
Opracowano na podstawie materiału źródłowego.
1. „Intro” (muz. Tilo Wolff, sł. Tilo Wolff) - 02:11
2. „Kabinett der Sinne” (muz. Tilo Wolff, sł. Tilo Wolff) - 09:18
3. „Versiegelt glanzumströmt” (muz. Tilo Wolff, sł. Tilo Wolff) - 07:28
4. „No blind eyes can see” (muz. Anne Nurmi, sł. Anne Nurmi, Tilo Wolff) - 09:16
5. „Schakal” (muz. Tilo Wolff, sł. Tilo Wolff) - 10:13
6. „Vermächtnis der Sonne” (muz. Tilo Wolff, sł. Tilo Wolff) - 04:09
7. „Copycat” (muz. Tilo Wolff, sł. Tilo Wolff) - 04:56
8. „Der Kelch des Lebens” (muz. Tilo Wolff, sł. Tilo Wolff) - 14:04

## Twórcy
Opracowano na podstawie materiału źródłowego.
- Tilo Wolff - aranżacja, fortepian, produkcja muzyczna, instrumenty klawiszowe, śpiew
- Anne Nurmi - instrumenty klawiszowe, śpiew
- Stelio Diamantopoulos - ilustracje, oprawa graficzna
- Jochen Schmid - oprawa graficzna
- Charlotte Kracht, Ulrich Kaon - wiolonczela
- AC - perkusja
- Jan Yrlund - gitara
- Benno Hofer - mastering
- Felix Flaucher - zdjęcia
- Gottfried Koch - realizacja, miksowanie
- Jan P. Genkel - realizacja, miksowanie, gitara basowa